# Peter Abrahams (1919-2017)
Pour les articles homonymes, voir Peter Abrahams et Abrahams.
Œuvres principales
- Rouge est le sang des Noirs (1946)
- Le Sentier du tonnerre (1948)
- Wild Conquest (1950)

Peter Abrahams est un romancier sud-africain de langue anglaise, né à Vrededorp en banlieue de Johannesburg (Afrique du Sud) le 3 mars 1919 et mort le 18 janvier 2017 dans la paroisse de Saint Andrew (Jamaïque).

## Biographie
Fils d’un Éthiopien et d’une métisse du Cap, Peter Abrahams s'exile en Grande-Bretagne à l'âge de vingt ans, à cause de la politique de ségrégation raciale alors menée dans l'Union sud-africaine, avant de s'installer aux Caraïbes. Il devient rédacteur en chef du West Indian Economist et s'occupe du service d'actualités radiophoniques West Indian News jusqu'en 1964.
Romancier très prolifique, il connaît le succès dès les parutions de Rouge est le sang des Noirs (Mine Boy, 1946) et Le Sentier du tonnerre (1948) qui décrivent les ghettos industriels de son enfance. Wild Conquest (1950), roman historique, retrace la genèse du conflit qui oppose Blancs et Noirs.
Ses livres ultérieurs ont pour cadre les Caraïbes ou l'Afrique de l'Ouest (Une couronne pour Udomo, 1956 ; Cette île entre autres, 1966 ; The View from Coyoba, 1985) et prennent acte d'une douloureuse rupture avec son pays d'origine.
Il meurt le 18 janvier 2017 à l'âge de 97 ans.

## Publications
- Dark Testament (1942)
- Song of the City (1945) 179p, nouvelle, Dorothy Crisp & Co Ltd, Londres
- Mine Boy (1946), Dorothy Crisp & Co Ltd, Londres
  - Rouge est le sang des Noirs, Éditions Casterman, coll. « L'éolienne », traduction: Denise Shaw-Mantoux, 1960
- The Path of Thunder (1948)
  - Le sentier du tonnerre, Éditions nrf Gallimard, coll.« La Méridienne », traduction: Amélie Audiberti, 1950
- Wild Conquest (1950)
- Return to Goli (1953)
- Tell Freedom (1954)
  - Je ne suis pas un homme libre, Éditions Casterman, coll. « Église vivante », traduction: M. Klopper et Denise Shaw-Mantoux, 1956
- A Wreath for Udomo (1956)
  - Une couronne pour Udomo, Éditions Stock, traduction: Pierre Singer, 1958
- Jamaica, an Island mosaic, foreword by Sir Winston S. Churchill,
- A Night of Their Own (1965)
  - Une nuit sans pareille, Éditions Casterman, coll. « L'éolienne », traduction: Denise Shaw-Mantoux, 1966
- This Island Now (1966)
  - Cette île,entre autres, Éditions Casterman, coll. « L'éolienne », traduction: Denise Shaw-Mantoux, 1968
- The View from Coyaba (1985)
- The Black Experience in the 20th Century: An Autobiography and Meditation (2000).